# Elena Spirgevičiūtė
Elena Spirgevičiūtė, född 22 december 1924 i Kaunas, Litauen, död 4 januari 1944 i Kaunas, var en litauisk romersk-katolsk jungfru och martyr. Hon dödades av sovjetiska partisaner som försökte att våldta henne. Elena Spirgevičiūtė förklarades som Guds tjänare år 1999.